# Messier 58

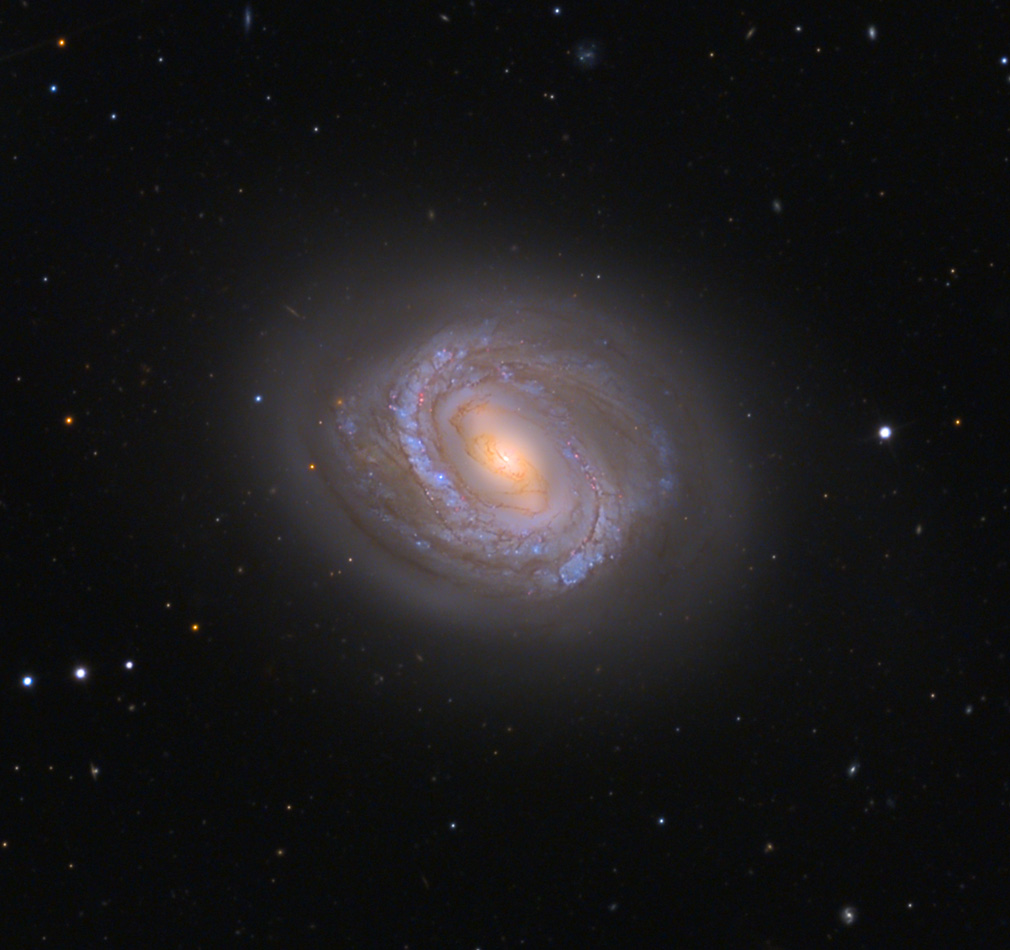
Thiên hà M58

Messier 58 (còn được gọi bằng những tên gọi khác là M58 và NGC 4579) là một thiên hà trung gian xoắn ốc nằm trong chòm sao Xử Nữ, cách Trái Đất khoảng 68 triệu năm ánh sáng. Nó được nhà thiên văn học người Pháp Charles Messier phát hiện vào ngày 15 tháng 4 năm 1779 và là một trong bốn thiên hà xoắn ốc gãy khúc xuất hiện trong danh mục của Messier. Thiên hà M58 là một trong những thiên hà sáng nhất trong chòm sao Xử Nữ. Từ năm 1779, nó được cho là vật thể thiên văn có vị trí xa nhất cho đến khi Danh mục chung mới (tên tiếng Anh:New General Catalogue) được phát vào những năm 1880. Ngoài ra, còn có nhiều tài liệu, danh mục được xuất bản nữa để công bố các giá trị redshift của các thiên hà trong thập niên 1920.

## Mô tả
Người phát hiện ra thiên hà M58 Charles Messier mô tả nó là một tinh vân rất mờ nhạt trong chòm sao Xử Nữ và nó rất dễ dàng biến mất khi bị một lượng ánh sáng không đáng kể lấn át. Mô tả này sau đó bị bác bỏ bởi nhà thiên văn học người Anh John Herschel vào năm 1833. Ông mô tả nó là một thiên hà rất sáng, đặc biệt là ở giữa. Mô tả của cả hai nhà thiên văn học John Dreyer và William Henry Smyth cũng tương tự như vậy, M58 là một thiên hà sáng chói, lốm đốm, tròn bất thường và phần trung tâm rất sáng.

## Dữ liệu hiện tại
Theo như quan sát, đây là thiên hà M58 thuộc chòm sao Xử Nữ. Và dưới đây là một số dữ liệu khác:
Xích kinh 12h 37m 43.5s
Độ nghiêng + 11 ° 49 '05 "
Vận tốc xuyên tâm (Tốc độ xuyên tâm) 1517 ± 1 km / s
Độ lớn biểu kiến (V) +10.5
Kích thước hiển thị (v) 2.5′ × 0.8′[9]
Tầm nhìn sao có thể được nhìn thấy mV 13,4
Loại thiên hà SAB (rs) b
Redshift 0,00506
Khoảng cách 68 Mly (19,1 Mpc)